# 莫里斯·卡雷姆
莫里斯·卡雷姆（法語：Maurice Carême，法語發音：[mɔʁis kaʁɛm]；1899年5月12日—1978年1月13日），生於比利時瓦夫爾，法語詩人，以其簡單的寫作風格以及童詩創作聞名。

## 生平
1899年在比利時瓦隆布拉班特省的瓦夫爾出生。在比利時的農村長大，其父親是一位業餘畫家，其母親經營小商店。其快樂的童年，反映在他日後的作品之中。
1914年，進入蒂嫩的師範學校，開始其寫作生涯。1918年，自師範學校畢業，被分發到布魯塞爾近郊的城市安德莱赫特，在此擔任小學教師。
1943年，莫里斯·卡雷姆辭去他的教職，以全心投入其寫作事業。在創作法文詩之外，他也從事於將荷蘭文詩翻譯為法文詩的工作。